# Complexo Lunar

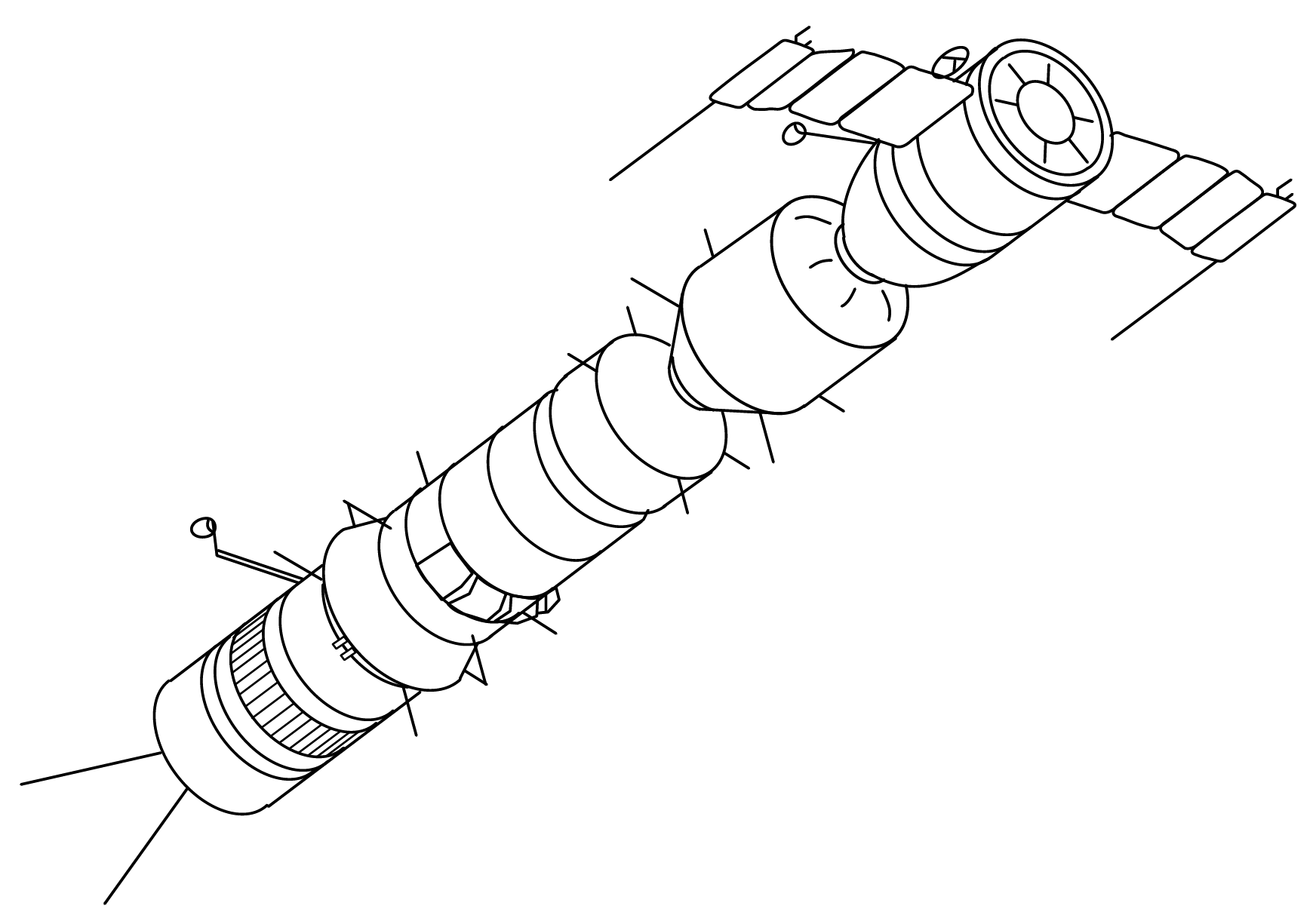
O Complexo Lunar A-B-V, proposto por Korolev.

Complexo Lunar A-B-V é o nome atribuído a um dos projetos concebidos por Sergei Korolev no início dos estudos para o futuro programa lunar tripulado soviético, no início da década de 60.
Como os foguetes derivados do míssil R-7 na época só tinham capacidade para colocar em órbita cargas de cerca de 6 toneladas, a solução proposta por Korolev, envolvia a montagem de um "complexo lunar", em órbita terrestre baixa.
Os componentes desse "complexo" seriam colocados em órbita por sucessivos lançamentos de foguetes derivados do R-7. Depois de preparado em órbita, esse conjunto seria colocado em trajetória de injeção translunar.
Naquela época, várias ideias estavam sendo avaliadas e muitas pesquisas em laboratório sendo conduzidas por grupos de trabalho distintos.
Finalmente, em 1962, a configuração padrão na espaçonave Soyuz foi escolhida: uma esfera relativamente leve e com uma área interna maior na frente, a ser usada como ambiente de trabalho em voos orbitais ou interplanetários, seguida por uma sessão cônica menor e mais pesada protegida contra o calor extremo que acomodaria a tripulação durante a decolagem e a reentrada, seguida por uma sessão de controle, com instrumentos, combustível e demais suprimentos necessários.
Essa configuração básica, apesar de ter evoluído tecnicamente em vários aspectos, continua sendo usada nos modelos mais recentes.

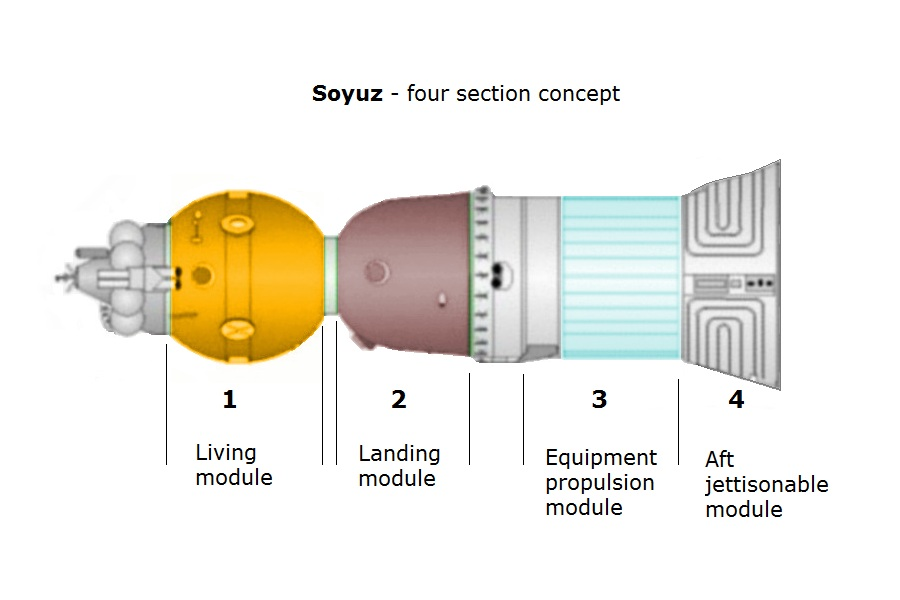
O conceito modular da Soyuz.

Esse desenho era muito inovador para a época. A título de comparação, apenas o módulo de comando do Módulo de Comando e Serviço Apollo, que foi projetado muito mais tarde, tinha 5,809 kg de massa, e disponibilizada seis metros cúbicos de espaço útil para a tripulação. Some-se a isso mais 24,523 kg do módulo de serviço, necessário para os sistemas de comunicação, rádio, controle, combustível e outros necessários para a viagem até a Lua.
Enquanto isso, todo o conjunto básico da espaçonave Soyuz, disponibilizava para os mesmos três astronautas, nove metros cúbicos de espaço útil, uma câmara de descompressão para permitir acesso ao espaço exterior, e um módulo de controle com os suprimentos necessários, com a mesma massa do módulo de comando Apollo isoladamente.

O CSM Apollo à esquerda e a Soyuz à direita.

Em Dezembro de 1962, o desenho básico do Complexo Lunar, estava pronto. Em Setembro de 1963, usando o conceito modular da espaçonave Soyuz ele foi apresentado. Era composto por três elementos:
- a Soyuz A,
- a Soyuz B, e
- a Soyuz V.

Nos anos seguintes, outras propostas tanto de Korolev quanto de outros cientistas foram avaliadas, o que levou a atualização desse projeto, para o que se convencionou chamar de Lunar L3. Devido a uma série de revezes, principalmente em relação aos veículos lançadores, além de morte de Korolev, fizeram com que o programa lunar tripulado soviético, fosse cancelado no início da década de 70.